# シャルル (ブルゴーニュ公)
シャルル（Charles de Valois-Bourgogne, 1433年11月10日 - 1477年1月5日）は、ヴァロワ＝ブルゴーニュ家の事実上最後のブルゴーニュ公（在位：1467年 - 1477年）。Charles le Téméraire（シャルル・ル・テメレール　シャルル勇胆公：豪胆公、無鉄砲公、突進公、猪突公、軽率公などとも訳されるが、仏語のニュアンスとしては「無謀な君主」といった侮蔑的な意味合いが強い）と呼ばれる。果たして彼は戦場に散り、ブルゴーニュ公の称号そのものは後代にも継承されたが、ヴァロワ朝フランス王国とも互角以上に渡り合うほどの栄華を誇ったブルゴーニュ公国はシャルルの死とともに崩壊した。

## 生涯
フィリップ3世（善良公）と、ポルトガル王ジョアン1世の娘イザベルの間の三男として生まれる。兄2人は夭逝して唯一残った男子であったため、父が1467年に死去すると公位を継承した。翌1468年にイングランド王エドワード4世の妹マーガレット（マルグリット）を3番目の妻として迎えた。
フランス王国の統一を進めていたルイ11世に対抗する国内最大の君公で、ブルゴーニュ公の本領、ブルゴーニュ伯領（フランシュ＝コンテ）の他にリエージュ司教領の支配権を獲得し、ネーデルラントを支配した。豪奢な宮廷生活を営みつつ、国内の独立貴族を連合してルイ11世に対抗する〈公益同盟〉を結成して、3度戦いその都度フランス王軍を圧倒した。1473年には周囲のロレーヌ・ピカルディを攻略し、要塞を引き渡させ、自由通行を認めさせた。しかし1476年、フランス王に雇われたスイス傭兵にグランソン、ムルテンで破られ、さらにロレーヌ公ルネ2世と交戦中にナンシーの戦いで戦死した。彼に男子はおらず、一人娘のマリーが後の神聖ローマ皇帝マクシミリアン1世と結婚したため、ネーデルラントはハプスブルク家領となった。
シャルルは歴代のブルゴーニュ公が追求した「反フランス」と「マース川、モーゼル川の間にある全領域を手に入れる」という目的を継承し、フランスを無力にするためにスペインとナポリのトラスタマラ家と同盟する。オリヴィエ・ド・ラ・マルシュによると、シャルル自身の究極の目的は「その他の君主たちのリーダーとなって、不信者征討に出発すること」という理想的だが漠然としたものであった。シャルルの野心は、ハプスブルク家を乗っ取り、神聖ローマ皇帝に即位することだったと言われている。そのために皇帝フリードリヒ3世と嫡男マクシミリアンを豪華な宴席に招き、マリーとの縁談とローマ王（次期神聖ローマ皇帝）への推挙を持ちかけるが、皇帝は息子と共に返答を避けて逐電し、以後その人生は衰運へと傾いた。その思いは彼の名を受け継いだ曾孫カール5世（スペイン王カルロス1世と同一人物）によって実現することになる。

### 年代記での評価

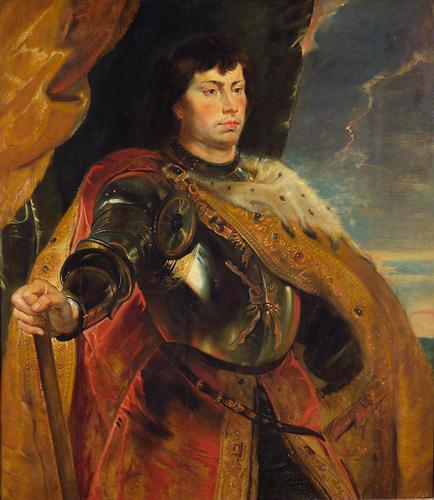
シャルル（17世紀、ピーテル・パウル・ルーベンス画）

現実的な計算や建設的な思案に向かず、情熱と使命感の赴くまま破滅に突き進んだ彼の生涯は「公益のための真実かつ大胆の闘士として」範例となり、年代記作家のフィリップ・ド・コミーヌやジョルジュ・シャトランの筆によって記憶された。
歴史家のヨハン・ホイジンガは、主著『中世の秋』やその他で、このシャルルについて何度も言及している。

## 軍事

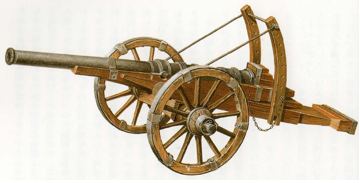
ブルゴーニュ軍ファルコン砲

シャルルは自らが継承した、巨大だが分断された領土を統一拡大するためには、フランス王を打倒する必要があると考え、そのために当時の全てにおいて最高の兵を雇い入れた。イタリア傭兵からは重装騎兵と弩兵、手銃兵、槍兵を、イングランドからは騎乗長弓兵を、フランドルの家臣からは槍兵を集めた。兵たちは赤い聖アンデレの十字架をつけた青と白の制服を身につけ、系統化された軍旗と槍旗を持っていた。1471年からは軍の配置を説明する勅令が毎年出されている。そして、シャルルは異なる兵科を組み合わせて、それぞれが別の兵を支援できるように編成した。このため、槍兵は弓兵と組み合わせて手銃兵に支援され、騎乗弓兵は騎兵とともに行動して、突撃して射るという攻撃が可能になった。
また、1453年のカスティヨンの戦いを参考に、効果的な野戦砲の開発を支援した結果、ファルコン砲と呼ばれる車輪付きの砲身の長い砲を大量に導入することに成功した。シャルルの構想した軍隊は150年後のテルシオや、マウリッツ・ファン・ナッサウ、スウェーデン王グスタフ2世アドルフの軍制に先駆けるものであったが、複雑な諸兵科連合と野戦砲の組み合わせは軍の完全な協調が求められることなど、この時代の情報・通信技術や兵站などの基礎的なインフラの限界もあって、実際の運用には障害となる問題が多かった。さらに、長大なパイクで武装した1万から2万人を数えるスイス傭兵の大規模な隊列に対抗できるほどの、槍兵は持たなかったことがシャルル軍の致命的な弱点となった。

## 結婚と子女
シャルルは公位継承以前に2度、継承後に1度、合わせて3度結婚した。
- 最初の妻はフランス王シャルル7世の娘カトリーヌ（1428年 - 1446年）。1440年に結婚したが、子をもうけることなく若くして死去した。
- 2番目の妻はブルボン公シャルル1世の娘で従妹（母アニェスがフィリップ善良公の妹）に当たるイザベル（1436年 - 1465年）。1454年に結婚し、1457年にシャルルの唯一の子となるマリーを生んだ後、若くして死去した。
- 3番目の妻はイングランド王エドワード4世の妹マーガレット（マルグリット、1446年 - 1503年）、1468年に結婚した。子をもうけることなく夫と死別したが、マリーとマクシミリアン夫妻を助け生涯公国のために尽くした。